# Tom Lwanga
Thomas "Tom" Lwanga – ugandyjski piłkarz grający na pozycji środkowego obrońcy. W swojej karierze grał w reprezentacji Ugandy.

## Kariera klubowa
W swojej karierze piłkarskiej Lwanga grał w klubie Kampala City Council.

## Kariera reprezentacyjna
W 1976 roku Lwanga został powołany do reprezentacji Ugandy na Puchar Narodów Afryki 1976. Zagrał w nim w trzech meczach grupowych: z Etiopią (0:2), z Egiptem (1:2) i z Gwineą (1:2).
W 1978 roku Lwanga został powołany do kadry na Puchar Narodów Afryki 1978. W tym turnieju zagrał w pięciu meczach: grupowych z Kongiem (3:1), z Tunezją (1:3) i z Marokiem (3:0), półfinałowym z Nigerią (1:2) i w finałowym z Ghaną (0:2). Z Ugandą wywalczył wicemistrzostwo Afryki.